# Dorpsgek
Dorpsgek is een denigrerende naam voor een dorpsfiguur die als excentriek of zonderling wordt beschouwd. De dorpsgek schikt zich niet naar de lokale gedragsnormen en vertoont daardoor sterk afwijkend gedrag.
Dorpsgekken vallen op verschillende manieren te karakteriseren. De een zal bestempeld worden als de dorpsgek door een verstandelijke of lichamelijke beperking die normale communicatie bemoeilijkt. Zo stond de Zwollenaar Elbertus van den Berg bekend als de Schrik van Harculo doordat hij onder invloed van Gilles de la Tourette onverwacht uit de hoek kwam. Andere dorpsgekken hebben een visie of ideeën die door hun plaatsgenoten simpelweg niet begrepen worden. Zo werd de Franse postbode Ferdinand Cheval aanvankelijk bestempeld als de dorpsgek, doordat hij tijdens zijn dagelijkse ronde materiaal verzamelde om een fantasiebouwsel samen te stellen. Zijn levenswerk, het palais idéal, een uiting van naïeve kunst, zou jaren na zijn dood uitgeroepen worden tot nationaal monument.    
Veelal hebben dorpsgekken een bijnaam. 
Een dorpsgek hoeft niet uit een dorp te komen. Ook zonderlingen uit een stad worden weleens als dorpsgek betiteld.

## Mensen betiteld als dorpsgek
- Elbertus van den Berg - Markante inwoner van Zwolle
- Ferdinand Cheval - Franse postbode die een fantasiebouwsel samenstelde, dat na zijn dood tot nationaal monument werd uitgeroepen
- Arnol Kox - Eindhovense straatprediker

## Fictieve dorpsgekken
- Barnaby Rudge - Hoofdpersoon uit het gelijknamige boek van Charles Dickens
- Pietje De Leugenaar - Personage in de columns van Guido Van Meir